# Giovanni Cagliero
Giovanni Cagliero (Castelnuovo d'Asti, 11 gennaio 1838 – Roma, 28 febbraio 1926) è stato un cardinale, arcivescovo cattolico e compositore italiano, naturalizzato argentino, creato cardinale della Chiesa cattolica da papa Benedetto XV.

## Biografia
Nato a Castelnuovo d'Asti (oggi Castelnuovo Don Bosco) da Pietro e Teresa Musso, divenne presto orfano di padre.
Conobbe da ragazzo san Giovanni Bosco durante una festa di compleanno che lo volle con sé a Valdocco dove fu educato e istruito.
Con queste parole Cagliero ricordò l'incontro con don Bosco: "Lo vidi per la prima volta nel 1850 sulle colline di Morialdo, in quel di Castelnuovo d'Asti, mio paese: avevo dodici anni. Era circondato dal signor Prevosto, dal mio maestro e da altri sacerdoti dei dintorni, e mi accorsi che lo colmavano di attenzioni ... L'impressione che io ricevetti fu quella di riconoscere in Don Bosco un sacerdote di merito singolare, sia pel modo e l'attrattiva con cui mi accolse e sia pel rispetto ed onore con cui veniva egli trattato dal mio buon parroco e da' miei maestri a Castelnuovo e dagli altri sacerdoti; impressione che in me non si cancellò né diminuì mai, ma crebbe ognor più nei trentatré anni durante i quali convissi con lui al suo fianco. Don Bosco adunque dopo avermi interrogato fissò la mia entrata nell'Oratorio per l'anno venturo". Partì per Torino nel 1851 al seguito del suo educatore quando era appena tredicenne.

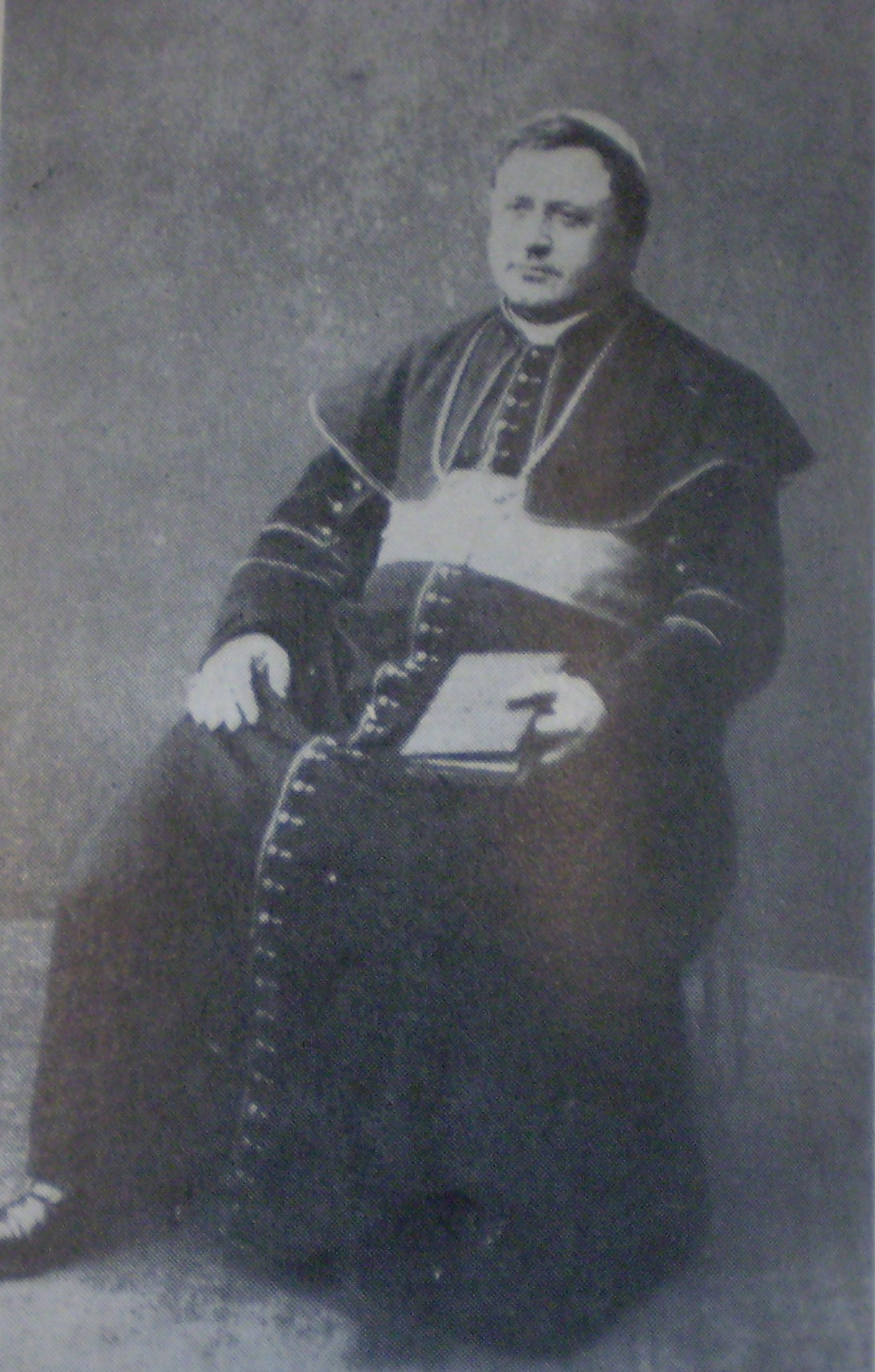
Il cardinale Giovanni Cagliero

Divenne sacerdote nel 1862, all'età di 24 anni.
A partire dal 1875 visse in Sud America, dove don Bosco lo aveva inviato a capo delle missioni in Patagonia.
Fu il primo sacerdote, presso la Congregazione della Società di Don Bosco, ad assumere l'episcopato; successivamente, papa Benedetto XV lo elevò al rango di cardinale nel concistoro del 6 dicembre 1915; fu anche delegato apostolico dell'America centrale. Viaggiò e fondò case salesiane anche in Spagna, Francia e Portogallo. Negli ultimi anni rientrò in Italia e fu vescovo di Frascati.
Giovanni Cagliero è ricordato anche per la sua attività di compositore di musica sacra.
Morì il 28 febbraio 1926 all'età di 88 anni; fu inizialmente sepolto nella Cappella della Sacra Congregazione de Propaganda Fide, nel Cimitero del Verano, in seguito, dietro richiesta dell'Episcopato argentino la salma venne trasferita, con la motonave "Giulio Cesare" in Argentina e inumata, il 14 maggio 1964, nella Cattedrale di Mater Misericordiae a Viedma, sua prima sede episcopale.

## Genealogia episcopale e successione apostolica
La genealogia episcopale è:
- Cardinale Scipione Rebiba
- Cardinale Giulio Antonio Santori
- Cardinale Girolamo Bernerio, O.P.
- Arcivescovo Galeazzo Sanvitale
- Cardinale Ludovico Ludovisi
- Cardinale Luigi Caetani
- Cardinale Ulderico Carpegna
- Cardinale Paluzzo Paluzzi Altieri degli Albertoni
- Papa Benedetto XIII
- Papa Benedetto XIV
- Cardinale Enrico Enriquez
- Arcivescovo Manuel Quintano Bonifaz
- Cardinale Buenaventura Córdoba Espinosa de la Cerda
- Cardinale Giuseppe Maria Doria Pamphilj
- Papa Pio VIII
- Papa Pio IX
- Cardinale Gustav Adolf von Hohenlohe-Schillingsfürst
- Arcivescovo Salvatore Magnasco
- Cardinale Gaetano Alimonda
- Cardinale Giovanni Cagliero, S.D.B.

La successione apostolica è:
- Vescovo José Cándido Piñol y Batres (1914)
- Vescovo Antonio del Carmen Monestel y Zamora (1915)
- Vescovo Luigi Olivares, S.D.B. (1916)
- Arcivescovo Guglielmo Piani, S.D.B. (1922)
- Vescovo Nicola Maria di Girolamo (1922)
- Vescovo Dante Carlo Munerati, S.D.B. (1924)

## Scritti
- Metodo teorico-pratico del canto-fermo, corredato di dodici lezioni preparatorie..., Torino, Calcogr. dell'Oratorio Salesiano, 1872 e successive edizioni 1878, 1882, 1888, 1900;

## Composizioni musicali
- Messa della Santa Infanzia, a due voci con accomp. d'organo del sac. Teol. G. Cagliero, partitura, Torino, Calcografia salesiana, s.d.;
- Spartito della Messa Breve, a due voci del Sacratissimo Cuore di Gesù di Monsignor Giovanni Cagliero, partitura vocale, Torino, Calcografia salesiana, s.d.;
- Spartito della Messa di Maria Ausiliatrice, a tre voci, del sac. Teol. G. Cagliero, partitura vocale, Torino, Calcografia Salesiana, s.d.;
- Spartito della Messa di S. Luigi, a tre voci, del sac. Teol. Cagliero Giovanni, partitura vocale, Torino, Calcografia dell'Oratorio di S. Franc. di Sales, s.d.;
- Spartito Messa funebre, a tre voci, del Sac. Teol. Giovanni Cagliero, partitura vocale, Torino, Calcografia Salesiana, s.d.;
- Spartito pel canto della Messa di S. Cecilia, a 4 voci, di Monsignor Giovanni Cagliero, Torino, Calcografia Salesiana, s.d.;
- Spartito pel canto della Messa funebre, a 2 voci, di Monsignor Giovanni Cagliero, Torino, Calcografia Salesiana, s.d.;
- Spartito-messa della Santa Infanzia, a due voci, di Monsignor Giovanni Cagliero, Torino, Tipografia Calcografia e Libreria Salesiana, s.d.;
- Messa breve al sacratissimo cuore di Gesù, a due voci, con accompagnamento d'organo, di Giovanni Cagliero, partitura, Torino, Libreria Salesiana, s.d.;
- Messa di Maria Ausiliatrice, per 2 tenori, basso e coro di concerto coll'accomp. d'organo, di Giovanni Cagliero, partitura, Torino, Libreria Salesiana, s.d.;
- Messa di S. Luigi, a 3 voci con accomp. d'organo, op. 42, di Giovanni Cagliero, partitura, Torino, Libreria Salesiana, s.d.;
- Messa funebre, per due tenori coll'accompagnamento d'organo, di Giovanni Cagliero, partitura, Torino, Calcografia di S. Francesco di Sales, s.d.;
- Messa funebre per due tenori e basso, con accompagnamento di organo, del sac. G. Cagliero, partitura, Torino, Calc. Oratorio S. Franc. di Sales., s.d.;
- Messa della S.Infanzia, a due voci con accomp.to d'organo od armonium, op. 43, del sac. Giovanni Cagliero, partitura, Torino, Calcografia dell'Oratorio di S. Francesco di Sales, s.d.;
- Spartito messa della Santa Infanzia, a due voci, del Teologo Giovanni Cagliero, spartito 2 voci, Torino, Tipografia, calcografia e libreria salesiana, 1882 e 1903;